# Гроут, Дик
Ричард Морроу «Дик» Гроут (англ. Richard Morrow "Dick" Groat; 4 ноября 1930, Уилкинсберг, штат Пенсильвания, США — 27 апреля 2023, Питтсбург) — американский профессиональный баскетболист и бейсболист. Один из первых спортсменов США, выступавших одновременно в двух главных лигах страны (МЛБ и НБА). Двукратный победитель Мировой серии (1960, 1964). Первый спортсмен, который был включён в бейсбольный и баскетбольный национальные студенческие Залы Славы.

## Ранние годы
Родился 4 ноября 1930 года в городе Уилкинсберг (штат Пенсильвания), учился в средней школе Суиссвейл из одноимённого города, в которой выступал за местную баскетбольную и бейсбольную команды.

## Личная жизнь и смерть
В ноябре 1955 года Грош женился на Барбаре Уомбл, бывшей модели, работавшей в Нью-Йорке. У них было три дочери: Трейси, Кэрол Энн и Эллисон. Дик и Барбара были женаты 35 лет, пока она не умерла от рака лёгких в 1990 году.
Грош умер в пресвитерианской больнице UPMC в Питтсбурге 27 апреля 2023 года в возрасте 92 лет после инсульта.

## Студенческая карьера
В 1952 году окончил Университет Дьюка, где в течение трёх лет играл за команду «Дьюк Блю Девилз», в которой провёл успешную карьеру, набрав в итоге в 82 играх 1886 очков (в среднем 23,0 за игру). При Гроуте «Блю Девилз» ни разу не выигрывали ни регулярный чемпионат, ни турнир Южной конференции, а также ни разу не выходили в плей-офф студенческого чемпионата США. В 1951 году Гроут признавался баскетболистом года среди студентов по версии Helms Foundation. В сезоне 1950/1951 годов Дик  набрал 831 очко, установив рекорд по количеству очков за сезон для игроков, учащихся на третьем курсе университета Дьюка, который был побит только спустя 50 лет Джеем Уильямсом (841 очко). 29 февраля 1952 года в игре против своего главного соперника, команды «Северная Каролина Тар Хилз», Гроут набрал максимальное количество очков в одном матче за свою студенческую карьеру (48).
В сезонах 1950/1951 и 1951/1952 годов в составе «Блю Девилз» Дик становился лучшим снайпером команды, за что по их итогам включался во 2-ю и 1-ю всеамериканскую сборную NCAA соответственно. Кроме того последние два сезона признавался баскетболистом, спортсменом года и самым ценным игроком турнира Южной конференции. В 1952 году Дик неофициально был признан баскетболистом года среди студентов по версии UPI, официально эта премия стала вручаться через три года. Свитер с номером 10, под которым он выступал за «Блю Девилз», был закреплён за ним и выведен из употребления. 18 ноября 2007 года Гроут был включён в Национальный студенческий баскетбольный Зал Славы.
Во время учёбы в университете Дьюка Дик Гроут также в течение трёх лет играл за бейсбольную команду «Дьюк Блю Девилз». В последних двух сезонах в составе «Блю Девилз» Гроут признавался лучшим игроком команды, за что по их итогам включался во всеамериканскую сборную NCAA.

## Баскетбольная карьера
Играл на позиции разыгрывающего защитника. В 1952 году Дик Гроут был выбран на драфте НБА под 3-м номером командой «Форт-Уэйн Пистонс», выступавшей в Национальной баскетбольной ассоциации (НБА), в которой провёл всю свою непродолжительную баскетбольную карьеру. Всего в НБА провёл один сезон, в течение которого сыграл 26 игр, в которых набрал 309 очков (в среднем 11,9 за игру), сделал 86 подборов и 69 передач.

## Бейсбольная карьера
В 1952—1967 годах Дик Гроут выступал в главной лиге бейсбола (МЛБ) (1929 матчей) в командах «Питтсбург Пайрэтс», «Сент-Луис Кардиналс», «Филадельфия Филлис» и «Сан-Франциско Джайентс». Он играл на позиции шорт-стопа, имея в своём активе процент отбивания в среднем за игру 28,6%. За свою карьеру в МЛБ Гроут 5 раз участвовал в Матче Всех Звёзд МЛБ (1959—1960, 1962—1964). В 1960 году Дик стал в составе «Питтсбург Пайрэтс» победителем Мировой серии, победив в финальной серии команду «Нью-Йорк Янкис» со счётом 4—3. Кроме того он был признан самым ценным игроком и лучшим по проценту отбивания (32,5%) в Национальной лиге.
19 ноября 1962 года Дик Гроут вместе с Диомедесом Оливо был обменян в команду «Сент-Луис Кардиналс» на Дона Кардуэлла и Хулио Готая. В 1964 году Гроут повторил свой успех, став в составе «Сент-Луис Кардиналс» двукратным победителем Мировой серии, обыграв «Янкис» с тем же счётом 4-3. 27 октября 1965 года Дик вместе с Биллом Уайтом и Бобом Юкером был обменян в клуб «Филадельфия Филлис» на Алекса Джонсона, Пэта Корралеса и Арта Махаффи. 22 июня 1967 года Дик Гроут был продан в команду «Сан-Франциско Джайентс», в которой по окончании сезона завершил свою профессиональную карьеру. В 2011 году Дик был включён в Национальный студенческий бейсбольный Зал Славы, став первым спортсменом, членом бейсбольного и баскетбольного студенческих Залов Славы.

## Дальнейшая карьера
Дик Гроут (с 1979 года) работал на должности спортивного теле- и радиокомментатора, освещающего игры баскетбольной студенческой команды Питтсбург Пантерс.

## Статистика

### Статистика в НБА
| Сезон                                                                                    | Команда   | Регулярный сезон | Регулярный сезон | Регулярный сезон | Регулярный сезон | Регулярный сезон | Регулярный сезон | Регулярный сезон | Регулярный сезон | Регулярный сезон | Регулярный сезон | Регулярный сезон | Серия плей-офф | Серия плей-офф | Серия плей-офф | Серия плей-офф | Серия плей-офф | Серия плей-офф | Серия плей-офф | Серия плей-офф | Серия плей-офф | Серия плей-офф | Серия плей-офф |
| Сезон                                                                                    | Команда   | GP               | GS               | MPG              | FG%              | 3P%              | FT%              | RPG              | APG              | SPG              | BPG              | PPG              | GP             | GS             | MPG            | FG%            | 3P%            | FT%            | RPG            | APG            | SPG            | BPG            | PPG            |
| ---------------------------------------------------------------------------------------- | --------- | ---------------- | ---------------- | ---------------- | ---------------- | ---------------- | ---------------- | ---------------- | ---------------- | ---------------- | ---------------- | ---------------- | -------------- | -------------- | -------------- | -------------- | -------------- | -------------- | -------------- | -------------- | -------------- | -------------- | -------------- |
| 1952/53                                                                                  | Форт-Уэйн | 26               |                  | 25,5             | 36,8             |                  | 79,0             | 3,3              | 2,7              |                  |                  | 11,9             | Не участвовал  | Не участвовал  | Не участвовал  | Не участвовал  | Не участвовал  | Не участвовал  | Не участвовал  | Не участвовал  | Не участвовал  | Не участвовал  | Не участвовал  |
|                                                                                          | Всего     | 26               |                  | 25,5             | 36,8             |                  | 79,0             | 3,3              | 2,7              |                  |                  | 11,9             | Не участвовал  | Не участвовал  | Не участвовал  | Не участвовал  | Не участвовал  | Не участвовал  | Не участвовал  | Не участвовал  | Не участвовал  | Не участвовал  | Не участвовал  |
| Наведите курсор мыши на аббревиатуры в заголовке таблицы, чтобы прочесть их расшифровку. |           |                  |                  |                  |                  |                  |                  |                  |                  |                  |                  |                  |                |                |                |                |                |                |                |                |                |                |                |